# Pavao Crnjac
Pavao Crnjac (Donja Vast, 11. listopada 1942. – Zagreb, 4. prosinca 2020.) bio je hrvatski katolički svećenik, salezijanac i prevoditelj, dugogodišnji upravitelj kapele Corpus Domini u Zagrebu (1996. – 2020.).

## Životopis

### Obrazovanje
Rođen je 11. listopada 1942. u Donjoj Vasti, u Župi sv. Ivana Krstitelja u Uzdolu. Nakon srednjoškolskog obrazovanja stupio je 1965. godine u Bogoslovno sjemenište u Rijeci kod salezijanaca.
Dvogodišnji studij filozofije pohađao je i završio 1967. na Papinskom učilištu u Rimu. Magistrirao je na Katoličkom bogoslovnom fakultetu u Zagrebu tezom o Antunu Kržanu, pod mentorstvom Ivana Goluba. Diplomirao je filozofiju i sociologiju na Filozofskom fakultetu Sveučilišta u Zagrebu 1986. godine te završio studij novinarstva na Fakultetu političkih znanosti u Zagrebu.

### Svećeništvo
Za đakona je zaređen 15. ožujka 1970., a 28. lipnja iste godine i za svećenika po rukama zagrebačkog nadbiskupa Franje Kuharića. Službovao je u župama Navještenja Blažene Djevice Marije u Velikoj Gorici i Tijela Kristova u Sopotu. U Zagrebačku nadbiskupiju inkardiniran je 5. svibnja 1994. godine. Dekretom Nadbiskupskoga duhovnog stola od 3. svibnja 1996. godine imenovan je upraviteljem (rektorom) kapele Corpus Domini u Zagrebu, službu koju je obnašao do smrti.
Bio je profesor filozofije i logike od 1993. do 2001. u Nadbiskupskoj klasičnoj gimnaziji u Zagrebu. Predavao je filozofiju i sociologiju u Salezijanskoj klasičnoj gimnaziji u Rijeci, kojoj je bio i ravnateljem. Predavao je kolegij Masovni mediji u pastoralu na Višoj bogoslovnoj školi u Rijeci.
Preveo je s talijanskog na hrvatski djelo Gianfranca Ravassija Jedan mjesec s Marijom : 31 biblijska slika o Mariji (Un mese con Maria) i Teresija Bosca Ukrali ste mi srce: novi životopis sv. Ivana Bosca (Don Bosco: una biografia nuova). S njemačkog je na hrvatski zajedno s Ivanom Čehokom preveo djelo Johannesa Hirschbergera Mala povijest filozofije (Kleine Philosophiegeschichte).
Pisao je znanstvene i stručne članke, između ostalog i za Filozofska istraživanja, Zaprešićki godišnjak, Tkalčić, Ramski zbornik, Kateherski zbornik, Veritas i dr. Pokretač je obilježavanja spomena odlaska braće Stipana i Marijana s Tribošića (Izbično), nosača duhana u Bosnu, u Donju Vast u župi Uzdolu. Na tu je temu snimio dokumentarni film.
Uređivao je salezijanski časopis Don Bosco danas. Uredio je knjigu Koraci zajedničkom stazom: spomenica Salezijanske klasične gimnazije, Križevci, Rijeka: 1959-1985. , zbornik radova XV. i XVI. katehetske ljetne škole u Šibeniku 1986. i Subotici 1987. Odgoj i predanje vjere. Priredio je antologiju Pjesme Mariji: izbor recitacija za Marijina slavlja, zbornik recitacija za liturgijska slavlja (Božić, Uskrs, Bogu Ocu i Stvoritelju, Isusu Kristu, Duhu Svetomu i svetim zaštitnicima) Poezija blagdanskom trenutku, zbirku recitacija za prigodna slavlja u župnoj zajednici Poezija zajedničkoj radosti .

## Vanjske poveznice
- Zaboravljeni Stepinčev zavjet Veritas, br. 11 (2004.), razgovarao s Pavlom Crnjcem Ivan Penava